# Filip Dmitrović
Filip Dmitrović (serbisch-kyrillisch филип Дмитровић; * 28. Juli 1995 in Kraljevo) ist ein serbischer Fußballtorwart.

## Karriere
Dmitrović begann seine Karriere in Österreich, in Graz beim JSV Mariatrost. Nachdem er in Serbien beim FK Borac Čačak, beim FK Partizan Belgrad und beim FK Teleoptik gespielt hatte, kehrte er 2012 nach Österreich, zum SK Austria Klagenfurt, zurück. 2015, nach dem Aufstieg in den Profifußball, gab er in der ersten Runde am 24. Juli 2015 beim 4:0-Heimsieg gegen den FC Liefering sein Profidebüt. Da den Klagenfurtern von der Bundesliga die Lizenz für die Saison 2016/17 verweigert wurde, musste er nach nur einer Saison zwangsweise wieder absteigen.
Nach der Verletzung von Pavao Pervan wurde Dmitrović am 3. August 2016 vom Zweitligisten LASK verpflichtet. Wie schon beim SK Austria Klagenfurt gab er sein Debüt für die Schwarz-Weißen am 5. August 2016 im Auswärtsspiel gegen den FC Liefering.
Nach dem Aufstieg in die Bundesliga wurde Dmitrović zur Saison 2017/18 an den Neo-Ligakonkurrenten SCR Altach verliehen. Nachdem er für die Altacher in keinem Ligaspiel eingesetzt worden war, wurde er im Jänner 2018 an den SKN St. Pölten weiterverliehen.
Im Juli 2018 wechselte er zum Zweitligisten SV Ried, bei dem er einen bis Juni 2020 laufenden Vertrag erhielt. Mit Ried stieg er 2020 in die Bundesliga auf. Nach dem Aufstieg verließ er Ried nach sechs Zweitligaeinsätzen. Daraufhin wechselte er im Oktober 2020 nach Griechenland zum Drittligisten Enosi Panaspropyrgiakou Doxas. Für den Verein kam er zu insgesamt neun Einsätzen in der Football League. Zur Saison 2021/22 wechselte er zum Zweitligisten Anagennisi Karditsa. Im Februar 2022 wechselte er zurück nach Österreich in die Wiener Stadtliga zum Favoritner AC. Für den FavAC spielte er siebenmal.
Zur Saison 2022/23 wechselte er zum Regionalligisten FCM Traiskirchen.

## Persönliches
Sein Vater ist der ehemalige serbisch-montenegrinische Nationalspieler Boban Dmitrović, der unter anderem in Österreich beim Grazer AK und beim SK Sturm Graz spielte.

## Erfolge
- 2014/15 Meister in der Regionalliga Mitte mit dem SK Austria Klagenfurt[9]